# أرتور أورتيز
أرتور أورتيز (بالإسبانية: Arturo Ortiz)‏ هو منافس ألعاب قوى إسباني، ولد في 18 سبتمبر 1966 في جنيف في سويسرا.

## وصلات خارجية
- أرتور أورتيز على موقع الاتحاد الدولي لألعاب القوى (الإنجليزية)
- أرتور أورتيز على موقع الاتحاد الأوروبي لألعاب القوى (الإنجليزية)
- أرتور أورتيز على موقع أوليمبيديا (الإنجليزية)